# Lotería Nacional de España

Logotipo de la Lotería Nacional de España. Representa el bombo metálico donde se colocan las bolas para la celebración del sorteo.

La Lotería Nacional es uno de los juegos de azar más populares en España. La lotería tiene una tradición centenaria y un gran arraigo en la sociedad española. La Lotería Nacional depende de Loterías y Apuestas del Estado (SELAE), que a su vez depende del Ministerio de Hacienda y Función Pública. La edad mínima para participar en el sorteo es de 18 años.

## Historia

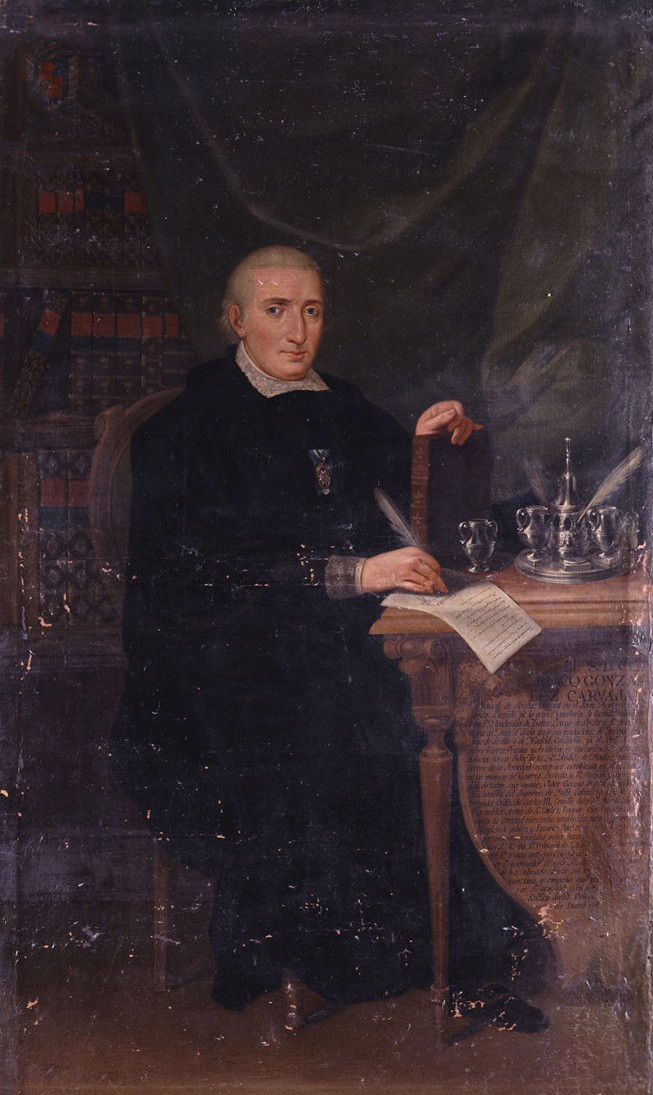
Ciriaco González Carvajal, gracias a su iniciativa nació la Real Lotería Nacional de España.

La lotería en España llegó de la mano de Carlos III, que la importó de una tradición de Nápoles y era igual que la ahora llamada Lotería Primitiva. El primer sorteo se llevó a cabo el 10 de diciembre de 1763. 
La lotería moderna, tal cual la conocemos, nació en Cádiz en 1811, por iniciativa de Ciriaco González Carvajal, para aportar fondos a la Hacienda Pública, que se quedó resentida por la Guerra de la Independencia. La Real Lotería Nacional de España fue creada por instrucción de 25 de noviembre de 1811. Concebida como «un medio de aumentar los ingresos del erario público sin quebranto de los contribuyentes»,  el primer sorteo tiene lugar en Cádiz el 4 de marzo de 1812. Circunscrita al principio a Cádiz y San Fernando, salta después a Ceuta y a toda Andalucía, conforme avanzaba la retirada de los ejércitos napoleónicos. El 28 de febrero de 1814 se celebra el primer sorteo en Madrid, desde entonces sede de la Lotería Nacional de billetes.
Con la vuelta al poder de Fernando VII, se impone que se llame "Lotería Moderna", hasta que durante el Trienio Constitucional se vuelve a "Lotería Nacional", pasando otra vez a "Moderna" a la vuelta del absolutismo, hasta que después de la muerte de Fernando VII ya pasa definitivamente a denominarse "Nacional", incluso en el período de la Guerra Civil donde cada bando tenía su propia "Lotería Nacional".

## Billete, décimo, serie y número
El décimo es el documento mínimo necesario para participar en los sorteos de la Lotería Nacional de billetes:
- Un billete son diez décimos de un mismo número y serie.
- La serie es cada una de las sucesiones de billetes numerados del 00000 al último.
- La fracción identifica a cada uno de los diez décimos de un mismo billete, de manera que cualquier décimo es distinguible de cualquier otro, incluso aunque sea del mismo número y de la misma serie.

Veamos esto en un caso concreto: en el sorteo de Navidad se juegan 100.000 números (del 00000 al 99.999) con una emisión de 170 series por número. Es decir: 185 series implica que de cada número se emiten 185 billetes. Cada billete consta de 10 fracciones. Así, cada número se juega en 185 x 10 = 1850 décimos.  El total de décimos emitidos es de 1850 x 100.000 = 185.000.000.
Los billetes de la Lotería Nacional se consideran valores del Estado, y su falsificación o enmienda se sujeta a las prescripciones del Código Penal. Además, los billetes son documentos al portador, por lo que no se reconoce más dueño de ellos que la persona que los presente, sin perjuicio de derecho de tercero, con intervención de los Tribunales ordinarios.

## Ventas de la lotería desde 1940
| Año                                                          | Millones de pesetas recaudados | Millones de euros recaudados |
| ------------------------------------------------------------ | ------------------------------ | ---------------------------- |
| 1940                                                         | 330                            | 1,98                         |
| 1945                                                         | 912                            | 5,48                         |
| 1950                                                         | 1.807                          | 10,86                        |
| 1955                                                         | 2.845                          | 17,10                        |
| 1960                                                         | 5.359                          | 32,21                        |
| 1965                                                         | 11.688                         | 70,25                        |
| 1970                                                         | 25.089                         | 150,80                       |
| 1975                                                         | 66.262                         | 398,29                       |
| 1980                                                         | 197.586                        | 1.187,64                     |
| 1985                                                         | 321.752                        | 1.933,98                     |
| 1989                                                         | 389.769                        | 2.342,82                     |
| 2015                                                         |                                | 8.780,00                     |
| Fuentes:Organismo Nacional de Loterías y Apuestas del Estado |                                |                              |

## El salón de sorteos, bolas y bombos

### Sistema tradicional
En el sistema tradicional, que en la actualidad y desde 1965 solo se utiliza en el Sorteo Extraordinario de Navidad y muy esporádicamente en los sorteos que Loterías y Apuestas del Estado decida, el sorteo se realiza utilizando únicamente dos bombos, uno correspondiente a los números en juego, en el que se introducirá una bola por número completo desde el 0 hasta el 99999, y el otro conteniendo todos los premios a repartir, en el que se introducirá una bola por premio al billete.
Las bolas, tanto de premios como de números, tienen 18,8 milímetros de diámetro, 3 gramos de peso y una perforación en el centro de lado a lado. Son de madera de boj, con los números y letras grabados. Solían ser grabadas primero tallando el número en la propia bola, pero eso modificaba el peso de las bolas en cuestión, por lo que se pasó a utilizar el fuego para grabarlas. Actualmente, se utilizan láseres para marcar el número sin modificar el peso de la bola. Antes del sorteo las bolas se disponen en las liras, unas planchas colgantes con varios alambres en los que se insertan las bolas para la comprobación por parte de cualquier persona interesada en la sala de que su número se encuentra entre ellas. Las liras, colgadas en los paraguas, se vuelcan en la tolva, una especie de embudo transparente con el fondo terminado en un manguito, con un cierre para que las bolas solo salgan en el momento oportuno. La tolva se lleva en volandas hasta el enorme bombo de los números y una vez introducido el manguito dentro del bombo abierto, se abre el fondo de la tolva para que todas las bolas se vuelquen en el interior del bombo, sacudiendo la tolva si es necesario para que ninguna bola quede enganchada. Se necesita usar la tolva dos veces para llenar el bombo de los números con las cien mil bolas del 0 al 99999. Una vez realizada esta operación y retirada la tolva, se cierra el bombo con llave. En el bombo de los premios, mediante otra tolva más pequeña se introduce la llamada "pedrea", los premios menores de 1000 euros al billete, y después los premios mayores se introducen a mano, uno por uno. Una vez llenos y sellados los dos bombos, se giran para mezclar las bolas mientras entran en escena los niños de San Ildefonso para dar comienzo el sorteo.
Entre los dos bombos queda un operario de Loterías y Apuestas del Estado, con una tabla frente a él. Cada tabla contiene diez alambres dobles, en cada uno de los cuales caben 20 bolas ensartadas, destinados a introducir las bolas que se van extrayendo, cada bola de premio queda junto a la bola del número agraciado, y cuando el alambre doble se llena, se pliega para cerrarlo y abrir el siguiente doble alambre y continuar. Quedan cuatro niños en escena, dos en el bombo de números y dos en el bombo de premios, en cada bombo uno al lado del bombo y el otro entre la copa y la tabla. En cada bombo uno de los niños se encarga de accionar la manivela para abrir el bombo y que salga una bola. Esta bola cae rodando a través de una trompeta, un conducto de forma cónica y en pendiente, que dirige la bola hasta la copa, un recipiente de cristal que la contiene, si no hay fallos solo habrá una bola por copa, pero si por error cayeran dos, se cantaría primero la situada debajo. Los niños delante recogen las bolas de las copas y cantan cada uno el número y el premio que le ha correspondido, después los introducen los alambres y repiten la operación con la siguiente bola hasta llenarse el doble alambre. Los bombos solo giran cuando se cambia de alambre o de tabla. Los cuatro niños repiten esta labor hasta que se llena todos los alambres de la tabla, momento en que son reemplazados por cuatro nuevos niños que seguirán la labor con la siguiente tabla.
Cuando la bola de premio pertenece a la llamada "pedrea", en la actualidad agraciada con 1000 euros al billete, se canta de forma simple y se introduce en el alambre sin más, pero cuando corresponde a uno de los premios mayores, los niños se dirigen a la mesa principal donde se sitúan los notarios de Loterías y Apuestas del Estado, cantando número y premio tres veces en el trayecto, después muestran las bolas a los operarios para que den fe y las colocan en un dispositivo giratorio frente a una minicámara, para que quede registrado en televisión el texto de las bolas y no quede ninguna duda. Aun así, los niños volverán a cantar número y premio tres veces más, esta vez acercándose al público en la sala. Hecho esto, colocarán las bolas en los alambres en su posición correspondiente y el proceso continuará. El sorteo concluye cuando el bombo de los premios queda completamente vacío y todos han sido asignados a sus números correspondientes. Las tablas con las bolas agraciadas serán expuestas durante varios días para que el público pueda verlas, aunque el único documento que da fe del sorteo es la lista de premios, que se confecciona ese mismo día en la Fábrica Nacional de Moneda y Timbre y se distribuye a los distintos medios y administraciones de loterías.

### Sistema moderno o de bombos múltiples

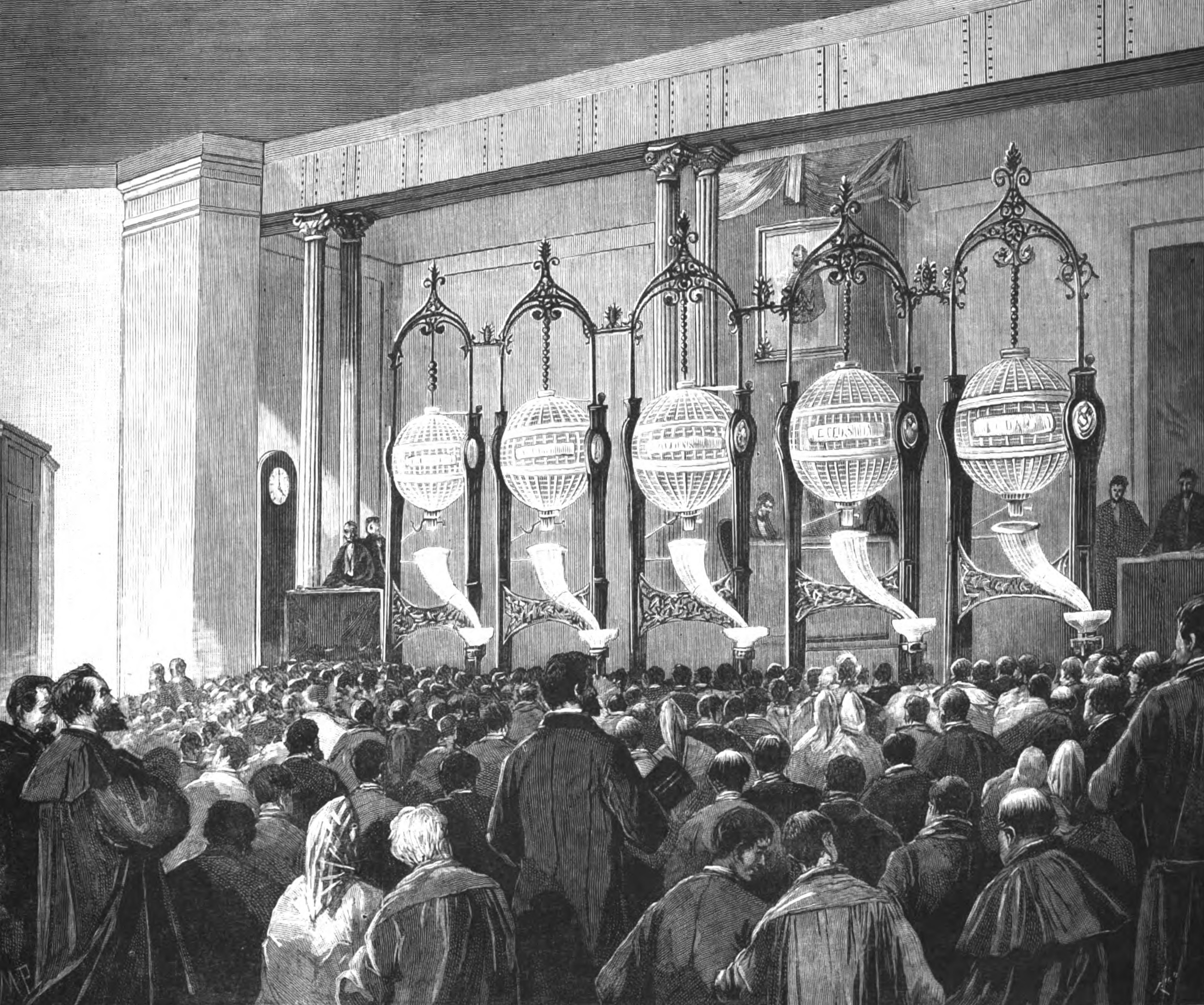
Madrid.—Primer sorteo público por el sistema de irradiación, celebrado el 20 de enero de 1888.

El sistema de bombos múltiples es el que se utiliza en la inmensa mayoría de sorteos de Loterías y Apuestas del Estado desde 1965 en que se abandonó mayoritariamente el sistema tradicional. Por este sistema, se disponen cinco bombos automáticos y cinco depósitos en los que se almacenan una serie de tablas con los diez números del 0 al 9 impresos en gran tamaño. Antes de empezar, debajo de cada bombo se muestran diez bolas del mismo material, color y peso, visibles para el público. Estas bolas, al igual que las tablas, están numeradas del 0 al 9. Al comenzar el sorteo, los niños de San Ildefonso, dos por bombo, introducen a mano las bolas en cada bombo a través de un tubo superior. Una vez con todas dentro, las bolas serán removidas en el interior del bombo por un sistema de brazos mecánicos.
Uno de los niños entre el público tendrá un pulsador que ofrecerá a cualquiera de los asistentes al azar, quién al pulsar el botón, abrirá los bombos para que de cada uno caiga una de las bolas. La bola extraída es recogida por uno de los niños, quien la muestra a su compañero y a la mesa. El compañero recogerá la tabla con el mismo número de la bola extraída. Cuando todos estén preparados, cada niño cantará su bola mientras su compañero levanta la tabla mostrando el número. Se cantarán los números por orden de izquierda a derecha, decenas de millar, unidades de millar, centenas, decenas y unidades, y otro niño cantará el número completo. Desde la pandemia de Covid-19, tras una temporada en que por seguridad los niños dejaron de participar en los sorteos y el propio personal adulto de Loterías se encargó de realizarlos, a su vuelta se prescindió de las tablas numeradas y únicamente quedó un niño por bombo cantando en solitario su número directamente con la bola extraída.
En la mayoría de sorteos suelen realizarse extracciones utilizando solo cuatro, tres, dos o un bombo, para otorgar premios a terminaciones de números. Estas extracciones a las terminaciones, excepto las de una cifra, se realizan de menor a mayor longitud de cifras (por orden, todas las terminaciones de dos, luego las de tres y por último las de cuatro cifras), antes de extraer los números completos de cinco cifras correspondientes a los premios principales, que se extraen en último lugar de menor a mayor categoría acabando con el primer premio. Si hubiera en el sorteo correspondiente un premio especial al décimo, se realiza una extracción más del bombo de las decenas de millar y otro de las decenas, correspondientes a la fracción y la serie que identifican al décimo del primer premio que se llevará el premio especial. En caso de que en estas extracciones saliera en algún momento el número 0, se entendería que corresponde a la fracción o serie 10.ª. Por último, una vez extraídos todos los premios completos, se realiza la extracción de los premios a las terminaciones de una cifra agraciados con sendos reintegros especiales añadidos al reintegro asociado a la terminación del primer premio, para lo cual en el bombo no se reintroducen la terminación del primer premio previamente extraído ni tampoco las bolas de las terminaciones que van siendo extraídas una por una. Con estas últimas extracciones a los reintegros, el sorteo concluye.

## Sorteos y premios

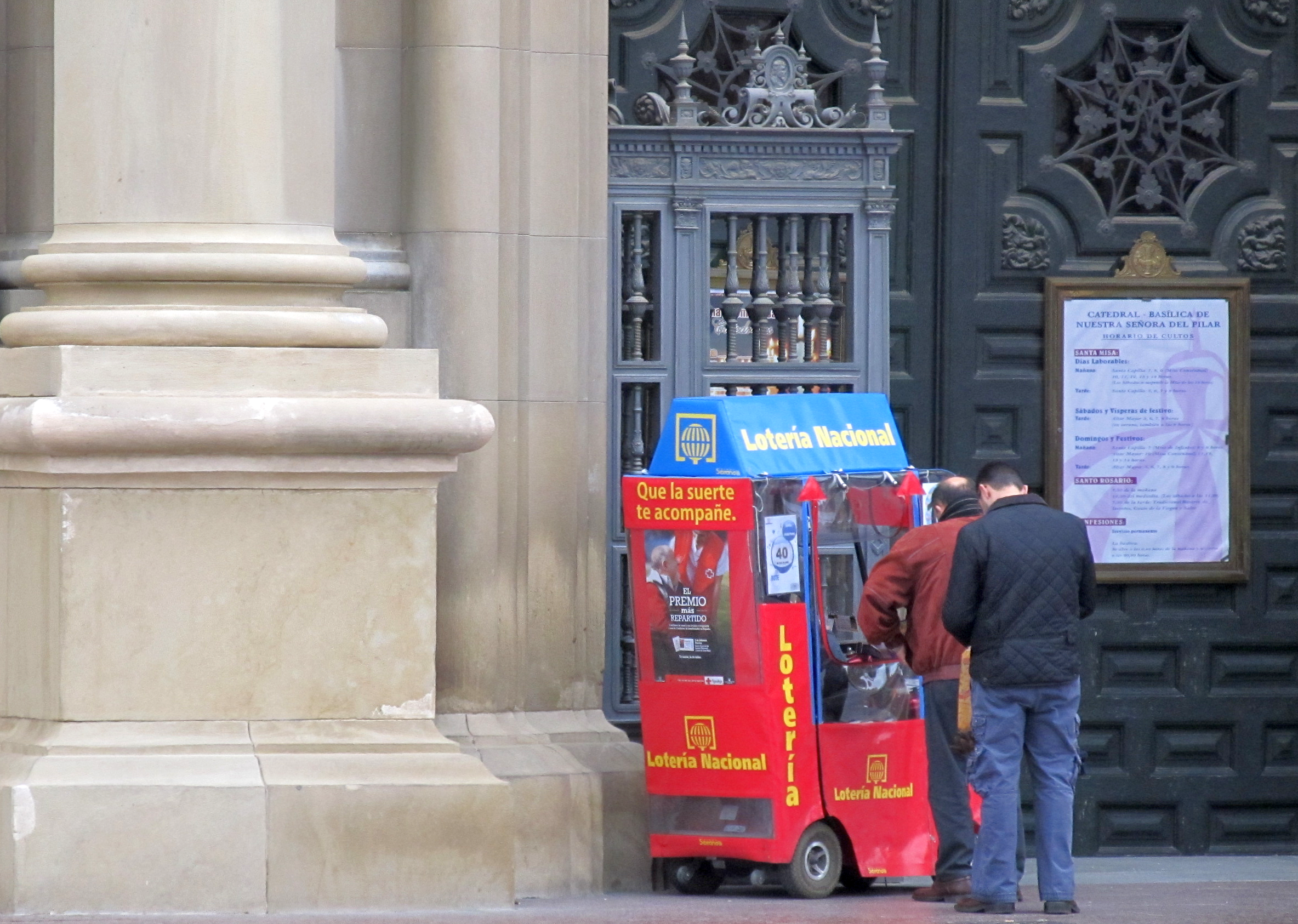
Venta de billetes en Zaragoza.

Se realizan sorteos semanalmente, los jueves y sábados de cada semana, y excepcionalmente se celebran varios sorteos extraordinarios al año. Entre estos, los que han alcanzado la fama a nivel internacional y cuyos billetes se venden vía internet a todo el mundo, son el Sorteo Extraordinario de Navidad y el Sorteo Extraordinario del Niño, celebrados el 22 de diciembre y el 6 de enero respectivamente. El primer sorteo extraordinario de Navidad tuvo lugar en Cádiz el 18 de diciembre de 1812. 
La cantidad que se distribuye en premios es el 70 % del importe total de los billetes de que consta cada sorteo, y queda el 30 % restante a favor del Estado. Esto no puede ser modificado sino por una ley que señale expresa y concretamente nuevos tipos.
De todos los sorteos celebrados hasta ahora, solo en una ocasión, en el sorteo de Navidad de 1931, "el Gordo", que recayó en el número 24717, quedó desierto.
La probabilidad de ganar el premio gordo en la Lotería de Navidad es de 1/100 000; si jugamos dos números sería de 2/100 000, y así sucesivamente.